# پسر تهرانی
پسر تهرانی فیلمی به کارگردانی کاظم راست‌گفتار، تهیه‌کنندگی خسرو امیرصادقی و نویسندگی حمیدرضا محسنی محصول سال ۱۳۸۷ است که در تیر ۱۳۸۸ بر روی پرده سینما رفت.

## خلاصه داستان
سروش تهرانی (امین حیایی) به تازگی از آمریکا برگشته و پدرش (محمدرضا شریفی‌نیا) اصرار به ازدواج او دارد. اما سروش که در گذشته پنج بار شکست عشقی خورده حاضر به ازدواج نیست. پدر سروش که از او چک و سفته دارد پسرش را تهدید می‌کند که اگر ازدواج نکند آن‌ها را به اجرا خواهد گذاشت. روزی سروش تصادفی با لیلی بیدل (طناز طباطبایی) که اتفاقاً او هم قصد ازدواج دارد، آشنا می‌شود. ...

## بازیگران
- محمدرضا شریفی نیا
- امین حیایی
- سارا خوئینی‌ها
- جواد هاشمی
- طناز طباطبایی
- امیر نوری
- محمدرضا امیرصادقی
- فلامک جنیدی
- نادر سلیمانی